# Capitòlies

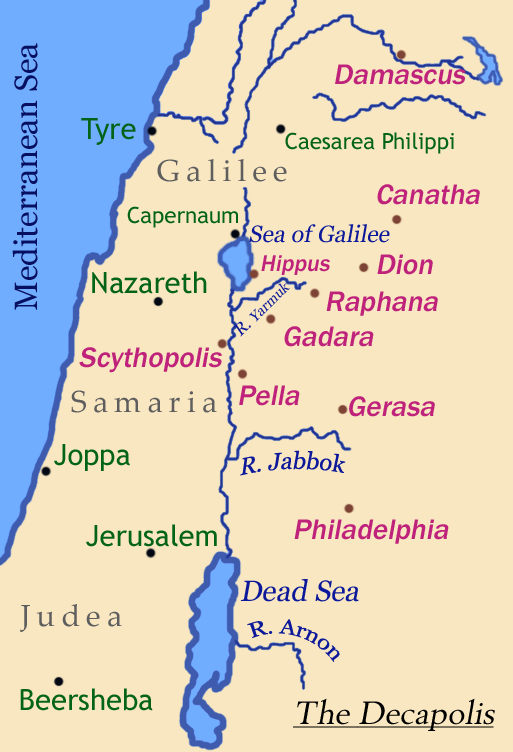
Mapa de la Decàpolis (ciutats en bermell).

Capitòlies (Capitolias) fou una antiga ciutat nabatea de Palestina, avui a Jordània. La seva situació és incerta com la de Dion i s'ha identificat les dues ciutats com una sola.
Fou declarada autònoma per Trajà el 97-98, i integrada a la Decàpolis. Al segle iv era seu d'un bisbat del que Michel Le Quien esmenta alguns bisbes: Antíoc, que va participar en el concili de Nicea el 325; Ananies, al Concili de Calcedònia el 451; i Pere (sant) que fou martiritzat al segle vii pel smusulmans. Al segle vi i VII és esmentada per diversos geògrafs entre els quals Hierocles i Jordi Xipriota. El segle xii va esdevenir arquebisbat segons "Notitia episcopatuum". Eubel (I, 169) esmenta quatre bisbes llatins als segles xiv i xv.
Correspon a la moderna Bayt Ras.